# トルニオ
トルニオ（フィンランド語: Tornio [ˈtornio]、スウェーデン語: Torneå、北部サーミ語: Duortnus [ˈtuo̯rtnuːs]）は、フィンランドのラップランドにある町、およびそれを中心とする基礎自治体。後者の面積は1348.83km2で、このうち161.59km2が水域である。人口密度は17.97人/km2、人口は2万1326人（2021年12月31日）。スウェーデンのハパランダ（フィンランド名はハーパランタ）と隣接する。

## 歴史
トルネ川のデルタ地帯には、最終氷期末期から人類が定住していた。1995年現在、ヴオレリム（前6000年から前5000年）で見つかったものに近い16か所の集落跡が知られている。この地方のスウェーデン側の集落跡は、スカンディナヴィアで最も古い時期のものである。ヴァイキングの時代に「植民地化」されるまで、この地方は無人であったとするかつての説は、今では支持されていない。
トルニオの教会の尖塔は、ピエール・ルイ・モーペルテュイが測量で利用したランドマークのひとつである。教会は1686年に、マッティ・ヨーセピンポイカ・ヘルメによって建設された。
19世紀まで、周辺の農村部の住民はフィンランド語とそれに近い東サーミ語群のケミ・サーミ語を使っていたが、町の住民はおもにスウェーデン語の使用者であった。
トルニオは川の別名にちなみ、スウェーデン語で Torne å と命名された。これがのちにフィンランド語化され、トルニオとなった。
スウェーデン王から特許を取得した1621年、スエンサーリ島（直訳すると「オオカミの島」だが、かつての主要な地主に由来すると思われる）に正式に町が建設された。この特許は、トルニオが16世紀を通して、ラップランドにおけるすべての貿易の中心地であったことにかんがみて与えられた。当時、北方最大の商業都市であったトルニオは、数年の間、スウェーデン領で最も豊かな町に位置付けられた。しかし、ラップランドや海外との活発な貿易にもかかわらず、町の人口は数百年間、500人を少し上回る程度で安定していた。
18世紀には、北極探検を目的としたヨーロッパ中部のいくつかの探検隊がトルニオを訪れた。トルネ谷沿いに子午線弧を計測し、地球が極地に向かって扁平な扁球であることを証明したアカデミー・フランセーズの会員、モーペルテュイ率いる探検隊（1736年 - 1737年）が最も有名である。
トルニオが依拠していたラップランド貿易は、18世紀になると衰退に向かった。氷河の後退による地盤の隆起で川の水深が浅くなり、航行不能になった結果、港は二度も下流に移転されなければならなかった。しかし、町の豊かさに対する最大の一撃は、1808年のスウェーデンとロシアとの最後の戦争であった。この戦争でロシアはフィンランドを占領し、また併合した。ムオニオとトルニオの河川のなかで最も水深の深い水道に国境が引かれたため、ラップランドはふたつに分断され、貿易の障害となった。トルニオはロシア皇帝の特別な要請で、ロシア領となった。スウェーデンは国境沿いにハーパランタ村（今日のハパランダ）を発展させ、トルニオの衰退を相殺した。トルニオは不承不承ながらも、フィンランドとなった。
ロシア支配下のトルニオは、静かな兵営の町であった。貿易は、ヒトとモノの重要な国境通過点となったクリミア戦争と第一次世界大戦にのみ活気を帯びた。第一次世界大戦においてトルニオ - ハパランダ間の鉄道は、ロシアと西欧の連合国を結ぶ唯一の鉄道であった。
1917年のフィンランド独立後、兵営を失ったトルニオはさらなる衰退を経験したが、それにも関わらず人口は着実に増加した。フィンランド内戦では重要な役割を果たさなかったが、フィンランドとナチス・ドイツが戦ったラップランド戦争の序盤では熾烈な市街戦が展開された。迅速に市街を解放したフィンランド軍は、ラップランドのその他大勢の町が遭ったような焼き討ちからトルニオを救った。1686年築の木造教会を今日も鑑賞することができるのは、このためである。
第二次世界大戦後、町には地元のラピン・クルタ醸造所とオウトクンプ・ステンレス鋼工場の成功によって、新たな雇用が生まれた。国境地域の観光業も発展した。専修学校と応用科学大学が設立されたことで、町は西ラップランドにおける教育の中心地となった。
双子都市としてひとつの歴史をたどってきたトルニオとハパランダでは、「ユーロシティ」の名のもとで統合に向けた動きが進んでいる。両国国境に建設中の新しい中心市街地には、いくつかの共通の公共機関が置かれる予定である。国境上にはゴルフ場も位置している。ハパランダに開業したIKEAの店舗はスウェーデン語とフィンランド語の二言語表記を採用しており、価格もすべてふたつの通貨で表示されている。

## スポーツ
トルニオン・パッロヴェイコット (ToPV) は、フィンランドのバンディ（フィンランドではヤーパッロとも呼ばれる）選手権で数回優勝している。2001年のバンディ世界選手権の開催地となったハパランダで、ホームの試合を行っている。
サッカー選手のテーム・タイニオは、トルニオの出身である。

## 交通

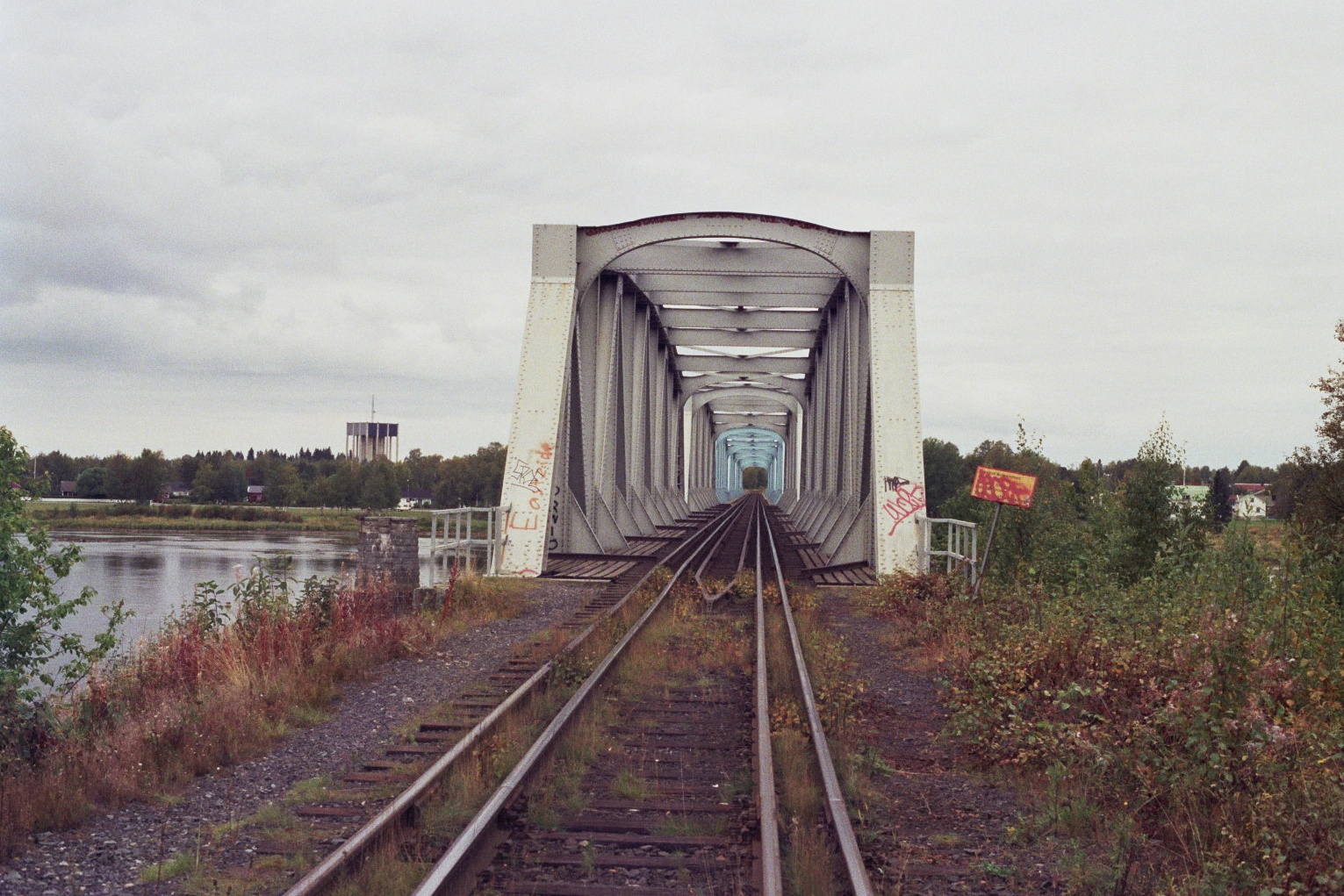
トルネ川に架かる四線軌条の鉄橋

フィンランドとスウェーデンでは鉄道の軌間が異なるため、トルニオには台車交換所や軌間変換装置が配備されている。
トルニオ市街から南東に18kmほどのケミに、ケミ＝トルニオ空港がある。
ケミンマーとトルニオを結ぶ高速29号線（欧州ルートE8号の一部）は、世界最北の高速道路である。トルニオはまた、欧州ルートE4号の北端でもある。

## 姉妹都市

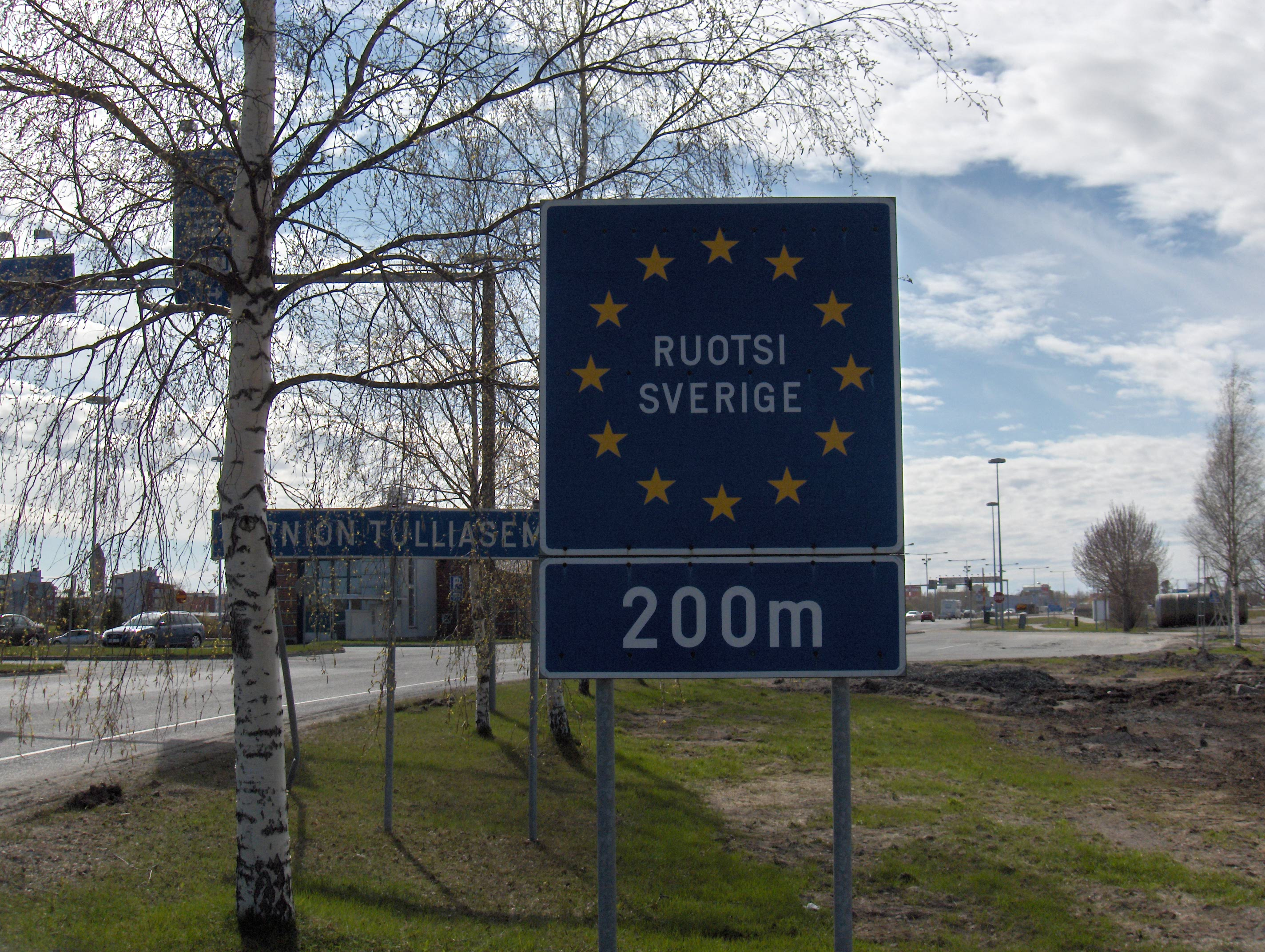
フィンランドからスウェーデンまで200mを表す二言語表記の標識

- ハパランダ（スウェーデン）
- ディバイジズ（イギリス）
- ハンメルフェスト（ノルウェー）
- イカスト（デンマーク）
- キロフスク（ロシア）
- セクサールド（ハンガリー）
- ヴェトランダ（スウェーデン）

## ギャラリー

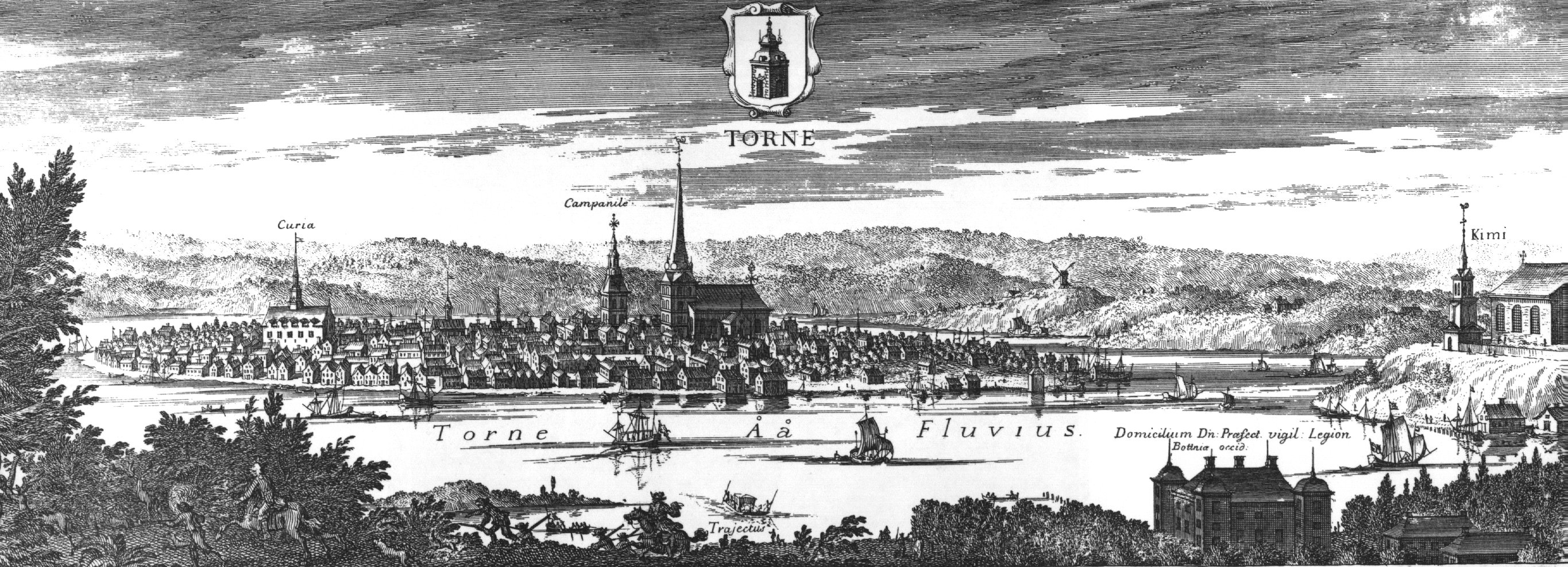
スウェーデン統治時代の版画
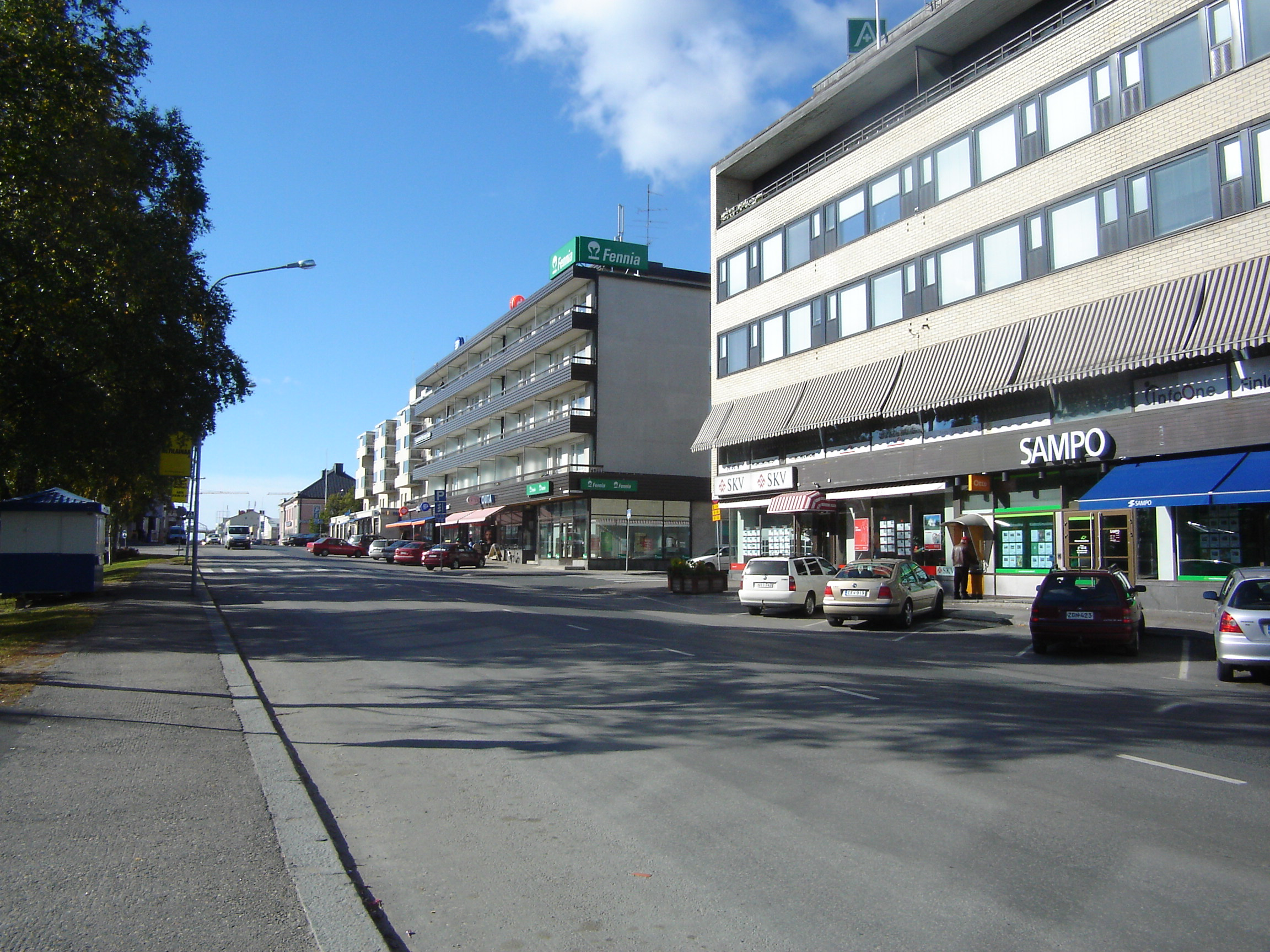
トルニオ市街
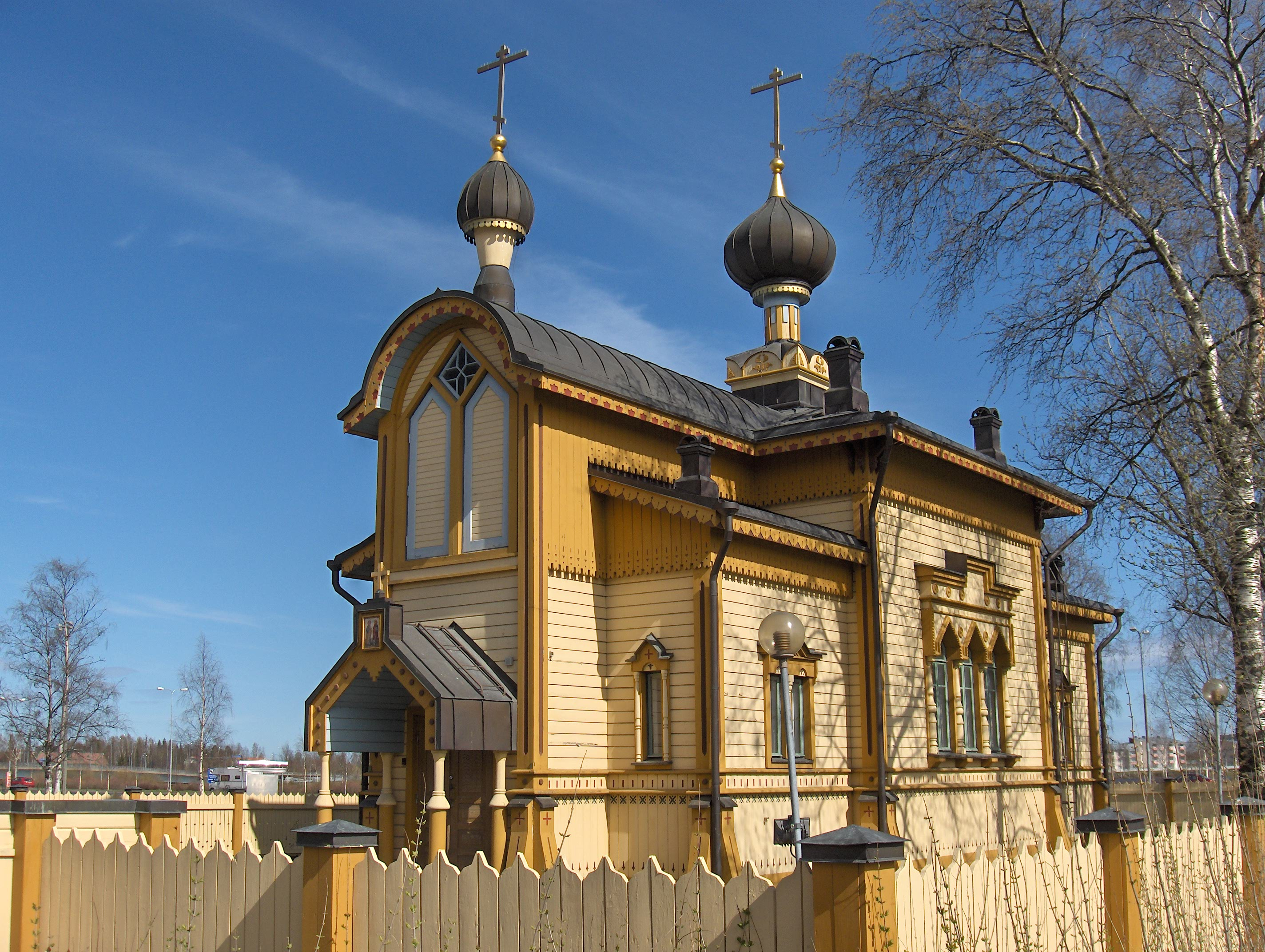
正教会の教会
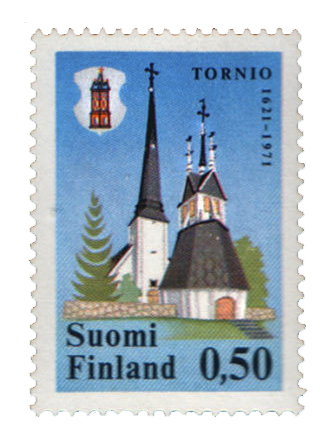
1971年のフィンランドの切手
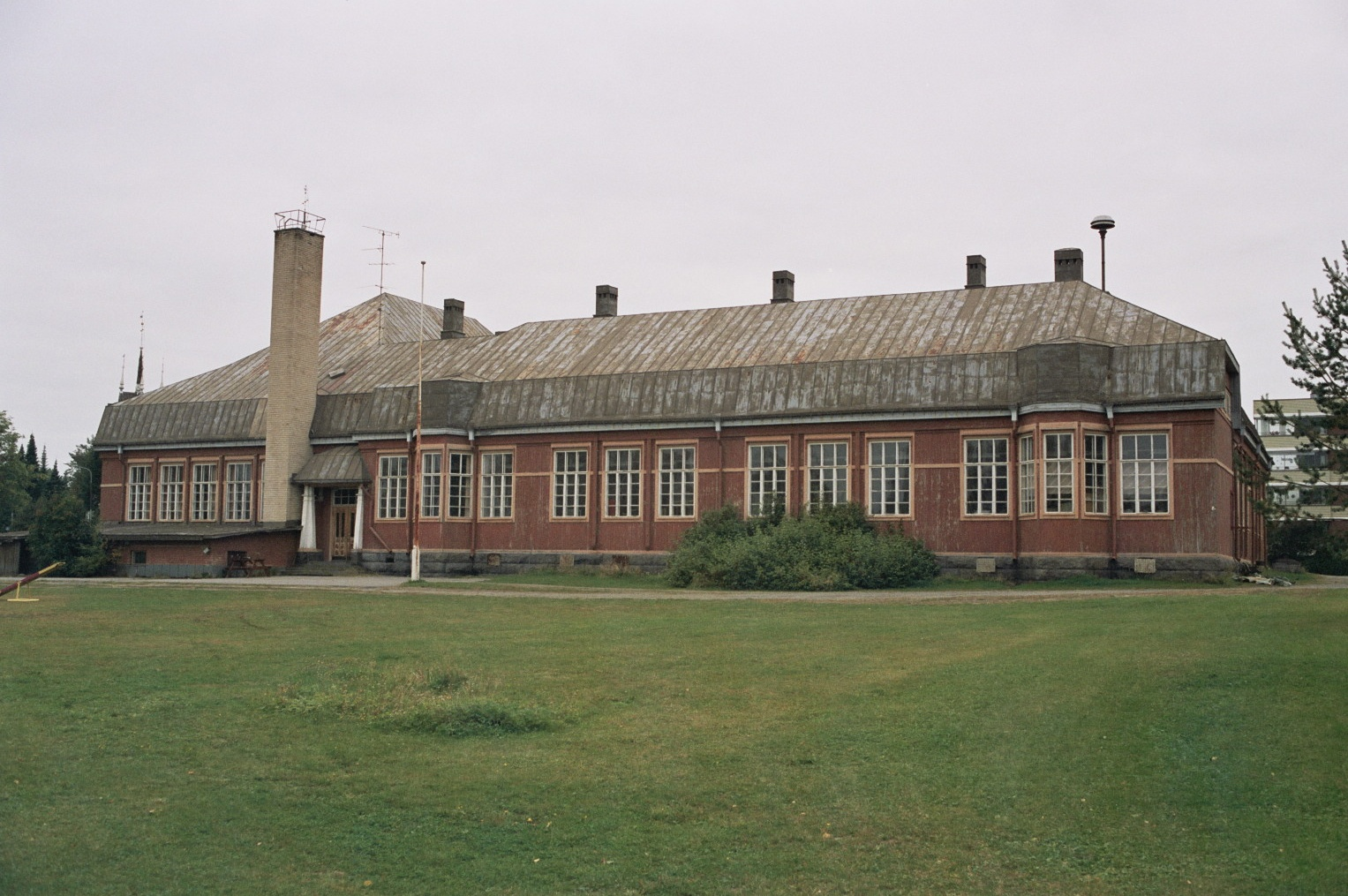
スエンサーリ地区にあるポルトハン学校の校舎。1910年築
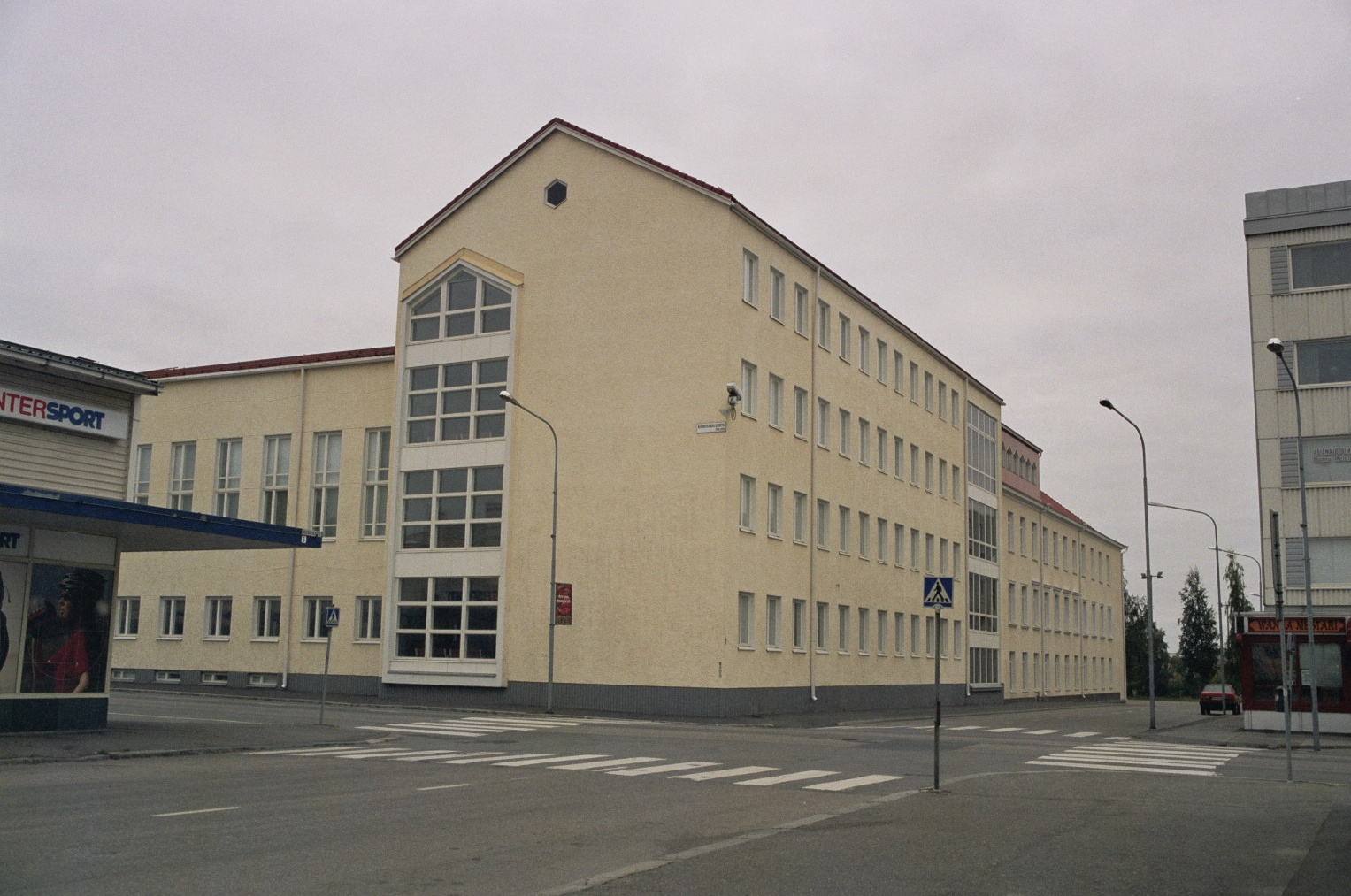
スエンサーリ学校。1900年代初頭に建てられた当初は、ロシア軍の兵営であった